# انحنا
در ریاضیات، فیزیک، و مکانیک مفهوم انحنا (Curvature) میزان دورافتادگی و انحراف اشیاء هندسی از حالت هموار، صاف، و مسطح آن‌ها را می‌سنجد. در منحنی محاسباتی، به بالاترین نقطه در منحنی، نقطه پیک (peak) گویند.